# Mick Flannery
Pour les articles homonymes, voir Flannery.
Mick Flannery, né le 28 novembre 1983 à Blarney dans le Comté de Cork, est un auteur-compositeur-interprète irlandais. Il a été, en 2004, le premier irlandais à remporter un prix dans deux catégories de la International Songwriting Competition (Concours international de composition) à Nashville.

## Biographie
Flannery a été initié très jeune à la musique folk et blues par sa mère, auteure-compositrice-interprète. A l'adolescence, il écrivait ses propres chansons inspirées par un mélange éclectique d'artistes comme Bob Dylan, Tom Waits et Nirvana. Après le lycée, il a travaillé des jours comme tailleur de pierre tout en développant ses talents en suivant un cours de gestion et de production musicale au Coláiste Stiofáin Naofa à Cork. Après ses études, l'artiste a entrepris une tournée en Amérique, un voyage qui l'a amené à passer du temps à Williamsburg, Brooklyn et Nashville, où il a reçu des éloges populaires pour ses chansons évocatrices et littéraires. De retour en Irlande, il sort son premier album, "Evening Train" en 2005, écrit dans le cadre d'un projet pour le cours de production musicale de Flannery et initialement conçu comme une comédie musicale sur deux frères, "Evening Train" a été largement acclamé et l'a aidé à décrocher un contrat avec EMI. Il a enchaîné avec "White Lies" en 2008, qui présentait un son encore plus introspectif. L'album est finalement devenu platine et Flannery a de plus en plus attiré l'attention après avoir remporté une nomination au RTE Choice Music Prize. En 2012, il a sorti son troisième album, "Red to Blue", qui a passé trois semaines au sommet du palmarès des albums irlandais et a donné naissance aux singles "Gone Forever" et "No Way to Live". Flannery a également atteint le numéro un avec ses quatrième et cinquième albums, "By the Rule" (2014) et "I Own You" (2016). Le sixième album éponyme est arrivé en 2019. Produit à Los Angeles avec l'Australien Tony Buchen, l'album a culminé la première place en Irlande. Cette année-là également, il a vu "Evening Train" se transformer en une comédie musicale qui a fait ses débuts au Cork Midsummer Festival. En mai 2020, Flannery a sorti le single "Run a Mile" pour aider à sensibiliser les gens contre la violence domestique. Tous les bénéfices de la chanson ont été reversés à l'organisation caritative Women's Aid.

## Prix et reconnaissances
International Songwriting competition
| Année | Titre         | Catégorie              | Résultat |
| ----- | ------------- | ---------------------- | -------- |
| 2004  | In the Gutter | Folk Singer-Songwriter | Gagnant  |
| 2004  | The Tender    | Lyrics Only            | Gagnant  |

Irish Music Rights Organisation Number 1 Award
| Date             | Album         |
| ---------------- | ------------- |
| 13 décembre 2019 | Mick Flannery |

## Popularité
| Média     | Chaîne            | Date            | Nombre d'abonnés ou d'auditeurs | Nombre de vues ou de téléchargements |
| --------- | ----------------- | --------------- | ------------------------------- | ------------------------------------ |
| YouTube   | Mick Flannery     | 11 octobre 2020 | 648                             | 193 641                              |
| Vevo      | MickFlanneryVEVO  | 11 octobre 2020 | 256 000                         | 948 217                              |
| Instagram | mickflannerymusic | 11 octobre 2020 | 11 900                          |                                      |
| Facebook  | Mick Flannery     | 11 octobre 2020 | 30 941                          |                                      |
| Twitter   | MickFlannery      | 11 octobre 2020 | 9 011                           |                                      |
| Spotify   | Mick Flannery     | 11 octobre 2020 | 515 990                         |                                      |
| Deezer    | Mick Flannery     | 11 octobre 2020 | 2 127                           |                                      |